# Little Wonder (Musica Nuda)
Little Wonder è un album discografico dei Musica Nuda, duo composto da Petra Magoni e Ferruccio Spinetti, pubblicato il 31 marzo 2015 dall'etichetta discografica Warner Music Italy.

## Tracce
Musiche di Petra Magoni e Ferruccio Spinetti.
1. Is This Love – 2:59
2. Ain't No Sunshine – 3:10
3. Pratical Arrangement – 3:23
4. Quand il est mort le poète – 3:22
5. Tout s'arrange quand on s'aime – 2:37
6. Al freddo al freddo (Kholoda) – 4:11
7. Un vecchio errore – 3:51
8. Io sono metà (versione 2015) – 3:26
9. Sei forte papà – 4:15
10. Far niente (Bom tempo) – 3:56
11. La Vie en rose – 1:42

## Formazione
- Petra Magoni - voce
- Ferruccio Spinetti - contrabbasso